# 社会福祉振興・試験センター
公益財団法人社会福祉振興・試験センター（こうえきざいだんほうじんしゃかいふくししんこう・しけんセンター）は、国家資格である社会福祉士、介護福祉士、精神保健福祉士の3福祉士の指定試験機関並びに指定登録機関として、国家試験を実施と登録事務を行う公益法人。以前は厚生労働省所管であったが、公益法人制度改革に伴い2012年4月1日に公益財団法人へ移行した。

## 概要
- 所在：東京都渋谷区渋谷1-5-6 SEMPOSビル5F
- 理事長：根本嘉昭（神奈川県立保健福祉大学名誉教授・元厚生省社会局保護課課長補佐）
- 常務理事：矢田宏人（元厚生労働省社会援護局地域福祉課長）

※上記役員を含め、常勤・非常勤役員の名簿は公式サイトで公開されている。

## 沿革
- 1946年（昭和21年）3月　財団法人社会事業振興会設立
- 1957年（昭和32年）6月　財団法人社会福祉調査会と改称
- 1988年（昭和63年）4月　財団法人社会福祉振興・試験センターと改称
- 1988年（昭和63年）4月　社会福祉士及び介護福祉士の国家試験指定試験機関並びに指定登録機関となる
- 1998年（平成10年）6月　精神保健福祉士の国家試験の指定試験機関並びに指定登録機関となる
- 2006年（平成18年）4月　介護支援専門員実務研修受講試験に係る登録試験問題作成機関となる
- 2012年（平成24年）4月　公益財団法人社会福祉振興・試験センターと改称

## 事業
- 厚生労働省の指定機関として、国家資格である社会福祉士、介護福祉士、精神保健福祉士の国家試験を実施し、試験合格者の登録事務を行う。
- その他下記の事業を行う。
  - 各種社会福祉事業の調査研究に関連する事業
  - 各種研修会、研究会及び協議会の開催に関連する事業
  - 外国及び国内社会福祉事業の紹介に関連する事業
  - 各種社会福祉事業の啓発宣伝に関連する事業
  - 社会福祉の増進に必要な関係図書の出版事業
  - 社会福祉施設の職員の福利共済事業
  - 独立行政法人福祉医療機構の融資の債務者に係る団体信用生命保険の契約の締結に関連する事業
    - あわせて上記に基づいて行う被保険者の管理及び債務の弁済に関連する事業

  - 独立行政法人福祉医療機構が行う融資に係る債務の保証に関連する事業
    - 平成22年4月から新規申し込みは廃止している

  - 介護支援専門員実務研修受講試験の試験問題作成事務

## 事業収入
※自主事業による手数料で運営されている財団法人であり、国からの補助金や助成金を受け取っていない。
※収入としては、社会福祉士・介護福祉士・精神保健福祉士の国家試験・登録事務を行う厚生労働大臣指定機関としての受験手数料及び登録手数料があげられる。社会福祉士及び介護福祉士法では、指定機関の指定はその事務を行うものの申請により行うとされており、当法人に限定されているものではないが、これまで当法人以外の法人が指定を受けたことはない。
※受験手数料収入等に関して、例えば、社会福祉士試験においては、受験手数料は国に納付すべきとされている（社会福祉士及び介護福祉士法第9条）ところ、同法第15条の2により、指定試験機関が試験を行う場合は受験手数料を指定試験機関の収入とするとされている。つまり、国に入るべき収入を、補助金や助成金の形式をとらず、自主事業による手数料の形にして当法人に移転しているということである。また、こうした方法をとる場合、手数料が国の収入となるのであれば、その使途は予算に定める必要があり、国会によるチェックが行われるが、指定機関は民間法人であるためこのようなチェックの機会がなく、不適切な支出に対する歯止めがききにくい。なお、当法人は、平成22年6月に、厚生労働省から、常勤役員数の削減、役員報酬の引き下げ、家賃のより低廉な事務所への移転等について検討するよう求められている。
※介護支援専門員実務研修受講試験の試験問題作成に関する唯一の厚生労働大臣指定機関である。介護保険法上、当該試験は都道府県が実施するものであり、問題作成も各都道府県がそれぞれ行うものであるが、当法人が唯一の指定機関であることからすべての都道府県が当法人に問題作成を委託しており、当該試験の受験手数料の一部は、問題作成委託料として当法人の収入となっている。
※受験手数料及び登録手数料は定期的に見直され、平成18年度及び平成21年度に引き下げが行われている。しかし、災害等により試験が実施できなかった場合を想定し、１回分の試験のやり直しの為として平成21年度末で39億5千万円もの積立金を有していた。厚生労働省はこれを過大と判断し、平成22年6月に当時長妻昭厚労相の指示のもと、積立金をゼロにするよう指示・要請を行っている。
その一方で、阪神・淡路大震災の影響で試験のやり直しが行われたことがあるにもかかわらず、積立金をゼロにすることによって、試験のやり直しが不可能になるとし、こうした積立金の保有を認めるべきという主張がある。
また、積立金を平成23年度以降の受験手数料に充当し、早急に積立金の取り崩しを行う方針であったが、一部の受験者にのみ恩恵を与えるにとどまり、取り崩し後は、さらに手数料を上げることとする決定については「指定試験機関・登録機関の改善に関する検討会（社会・援護局）」よって異論が出たところである。
結果、引き下げ期間は延長されたが、検討会前に決定されていた第24回社会福祉士国家試験の受験手数料は受験者一人当たり5,580円で行われ、第21回試験の11,100円と比べると約半額で実施された。
なお、指定試験機関・登録機関の改善に関する検討会は、東日本大震災の後に開催された。
※監査法人による監査を受けるとともに監督官庁の指導の下財務諸表を公開するなど、財務の透明化を図っている。

## 備考
- 介護支援専門員実務研修受講試験における正答の追加
  - 試験センターが作成した平成21年度介護支援専門員実務研修受講試験に正答の追加があった。
  - 正答が試験実施から3か月後に追加され、既に合格発表も行われていたことから、追加合格者が発生した。